# HPD Kapela
HPD Kapela jedno je od najdugovječnijih planinarskih društava u Zagrebu.[nedostaje izvor] Osnovano je 1954. godine u tvornici „Rade Končar“, a danas djeluje na adresi Maksimirska 51a. Godine 2016. Hrvatski planinarski savez dodijelio je HPD Kapeli priznanje za najbolju planinarsku udrugu.

## Povijest

### 1954. – 1963.
Krajem 1953. godine grupa planinara u poslovnoj jedinici „Projekti i montaža“ tvornice „Rade Končar“ odlučila je osnovati planinarstvo društvo koje bi okupljalo planinare i zaljubljenike u prirodu unutar tvornice. Osnivačka grupa predvođena Vjekoslavom Šantekom i Ivanom Razboršekom, okupila je 8. siječnja 1954. petnaestak planinara na Osnivačkoj skupštini. Toga dana osnovano je Planinarsko društvo Rade Končar, čiji je današnji pravni sljednik HPD Kapela.
Kao mlado društvo, težilo je međudruštvenoj suradnji s ciljem prikupljanja potrebnog planinarskog iskustva. Tako su u početnim godinama ostvarene međudruštvene suradnje i akcije od kojih su se neke zadržale i dulje vrijeme. Niz godina organizirani su susreti s PD Klekovača iz Prijedora s opetovanim obilaskom planine Kozare te s PD Poljčane iz Slovenije s kojim je ostvarena dugogodišnja suradnja koja je u to vrijeme služila kao uzor međudruštvene suradnje.
U prvom desetljeću života Društva pokrenute su mnoge akcije od kojih vrijedi istaknuti izgradnju i montiranje razgledne piramide na vrhu samoborske Plešivice 1957. u suradnji s planinarskim društvom iz Jastrebarskog. Ipak, dolazak na Bijele stijene i preuzimanje brige oko Hirčevog skloništa 1960-ih godina najznačajnije je što se dogodilo Društvu u prvih deset godina postojanja.
Prvi obilazak Bijelih stijena 13. lipnja 1959. potaknuo je izgradnju kuće i skloništa, a kasniji dolasci ideju i ostvarenje ideje Kapelskog planinarskog puta (KPP-a), i tako trajno odredio područje djelovanja Društva.
Društvo je dobitnik srebrnog priznanja PSJ 1962. godine.

### 1964. – 1983.
1968. godine uz znatnu pomoć planinara brojnih zagrebačkih i drugih planinarskih društava u cijelosti je izgrađena i stavljena u uporabu nova planinarska kuća na Bijelim stijenama te je započela priprema za izgradnju potrebnog stalno otvorenog planinarskog skloništa u neposrednoj blizini. U ovom razdoblju došlo je do naglog povećanja članstva te je društvo brojalo gotovo 600 članova.
Nastavljeno je s predviđenom izgradnjom planinarskog skloništa na Bijelim stijenama, no slučaj je htio da se planinarsko sklonište moralo graditi dva puta na istom mjestu. Naime, nesretnim slučajem prvo izgrađeno sklonište 1975. izgorjelo je samo četiri mjeseca nakon što je bilo u uporabi.
Pri trasiranju i markiranju Kapelskog planinarskog puta, a koji je otvoren 1979., poseban doprinos dali su članovi Društva u suradnji s članovima HPD-a Vihor.
Društvo je dobitnik zlatnog priznanja PSJ 1975. godine.
Od ostvarenih dvadesetak većih planinarskih pohoda u zemlji, zapaženi su izleti u Češko-Poljske Krkonoše, na Rilu u Bugarskoj te na čuveni Olimp u Grčkoj. U tom razdoblju je vrlo aktivna bila i ski-sekcija koju je vodio Vilim Ketler. Društvo je pred kraj tog razdoblja brojilo rekordnih 900 članova.
U ovom razdoblju zbog uspješnih aktivnosti na polju planinarstva, prije svega izgradnje nove planinarske kuće na Bijelim stijenama te realizacije KPP-a Društvo je odlikovano najvišim planinarskim odličjima i to: Zlatnim znakom PSJ i Plaketom Hrvatskog planinarskog saveza, dok su istaknuti i zaslužni pojedinci Drago Mihaljević i Dragutin Hanžek za uspješan rad dobili Plakate Hrvatskog planinarskog saveza.

### 1984. – 2003.
U početku ovog razdoblja nastavljen je uspješan i veoma bogat planinarski rad. Godine 1986. osnovana je orijentacijska sekcija koja se ubrzo omasovila.
Društvo je dobitnik plakete PSJ 1988. godine.
Za vrijeme Domovinskog rata smanjena je osnovna djelatnost društva, a mnoga planinarska područja i objekti postali su nedostupni. Prekinut je obilazak kuće i skloništa na Bijelim stijenama kao i objekta duž Kapelskog planinarskog puta. Skoro deset mjeseci nije se znalo za sudbinu kuće i skloništa. Prvo saznanje o stanju objekta došlo je krajem svibnja 1992. godine, kada je grupa članova društva u dogovoru s Hrvatskom vojskom posjetila Bijele stijene.
26. ožujka 1993. PD Rade Končar mijenja ima u Hrvatsko planinarsko društvo Kapela – Zagreb čime HPD Kapela stječe status punopravnog sljednika.
U idućem razdoblju riješen je velik problem društvenih prostorija te su društvene prostorije nađene na lokaciji Mesnička 1, u samom centru grada. Dobra lokacija osigurala je priliv novih članova, ali i obvezu dobrog i bogatog programa planinarskog rada. Pristupa se izradi dobro razrađenih programa za mnoge djelatnosti. Priliv novih članova rezultirao je povećanim planinarskim aktivnostima, a broj izleta i izletnika bio je gotovo rekordan.
Inicijativom Vlatka Nemeca – Švabe uspješno je obnovljena kuća na Bijelim stijenama u velikoj akciji u ljeto 2001. dobrovoljnim radom mnogih članova Društva, kao i pojedinaca iz drugih društava. Isto tako u većoj akciji tijekom 2003. obnovljeno je i sklonište „Miroslav Hirtz“.
2001. godine Društvo je dobilo priznanje HPS-a kao najbolji upravljač kuće na Bijelim stijenama.

### 2004. – 2023.
Tijekom razdoblja povećava se broj članova i broj izleta. Održavaju se objekti na Bijelim stijenama i dodijeljeni nam planinarsku putovi. Vrlo se aktivno radi u Odboru KPP-a na zaštiti prirode. U tom razdoblju treba dodatno istaknuti:
24. siječnja 2004. godine održana je svečana akademija povodom 60. godišnjice Društva.
2006. godine osnovana je Sekcija mladih.
Na inicijativu Hrvoja Zrnčića 2013. godine izlazi prvi broj časopisa Kapela, godišnjaka koji izlazi i danas. Svake godine je sve obimniji. Sadržaj časopisa se odnosi na događaje iz protekle godine. Članke pišu naši članovi opisujući ljude i događaje značajne za život Društva u protekloj godini kao i aktualne planinarske teme. Časopis besplatno dobiva svaki član.
Društvo je od HPS-a, krovne organizacije, dobilo sljedeća priznanja:
2004. godine priznanje povodom 50 godina Društva
2005. godine priznanje za najbolje dežurstvo na kući na Bijelim stijenama
2010. godine priznanje za najbolju web stranicu
2015. godine priznanje za najbolju planinarsku kuću
2016. godine priznanje kao najbolja planinarska udruga
2019. godine priznanje kao najbolji domaćini planinarske kuće
2020. godine priznanje za najbolju planinarsku kuću
2016. društvo je organiziralo ekspediciju u Gruziju-Kavkaz, vrh Kazbek 5033 m
Pripreme za obnovu skloništa »Miroslav Hirtz« na Bijelim stijenama počele su 2019. godine dobivanjem dozvola za aktivnosti u strogom rezervatu Bijele i Samarske stijene, izradom projekata, osmišljavanjem financiranja i slično. Za projekt zainteresirao se arhitekt Ivan Juretić s Grobnika koji je već uredio nekoliko objekata na tim planinama. Nakon dobivanja svih dozvola od Ministarstva zaštite okoliša i energetike i osiguranih financijskih sredstava krajem svibnja 2020. počeli su radovi na razgradnji starog skloništa. Financijska sredstva prikupljena su od HPS-a, donacija planinarskih društava, donacija članova i simpatizera, poduzeća, isporučioca materijala i sl. Obnova je najvećim dijelom završena 21. rujna 2020. godine. Svečano otvorenje održano je 27. lipnja 2021. godine.
U drugoj polovici 2023. započele su pripreme oko organizacije proslave 70 godina Društva, a svečana akademija održana je 12.1.2024.

## Vanjske poveznice
- Službena stranica